# Tana (film)
Tana, albansk film från 1958.

## Rollista (i urval)
- Tinka Kurti - Tana
- Naim Frashëri - Stefani
- Pjetër Gjoka - Gjyshi
- Kadri Roshi - Lefter Dhosi
- Andon Pano - Kryetari i kooperativës
- Thimi Filipi - Sekretari i Partisë
- Marie Logoreci - Nëna e Stefanit